# Itzehoe
Itzehoe [ɪtsəˈhoː] is een stad en gemeente in de Duitse deelstaat Sleeswijk-Holstein. Het is de Kreisstadt van de Kreis Steinburg. De stad telt 31.796 inwoners.

## Geografie
De stad ligt direct aan de Stör, in een merendeels heuvelachtige en bosrijke omgeving. De stad behoort tot de metropoolregio Hamburg. Het stadsgebied omvat in totaal 2803 hectare.

### Buurgemeenten en omliggende steden
De stad grenst aan de gemeenten Heiligenstedten, Oldendorf, Ottenbüttel, Schlotfeld, Oelixdorf, Münsterdorf, Breitenburg (met het Ortsteil Nordoe), Kremperheide en Heiligenstedtenerkamp. De dichtstbijzijnde steden zijn Wilster, Krempe en Kellinghusen; de volgende grotere steden zijn Neumünster, Heide, Elmshorn en Hamburg.

## Geschiedenis

### Herkomst van de stadsnaam
Itzehoe werd in de 12e eeuw voor het eerst als „Ekeho“ door Saxo Grammaticus genoemd. In 1196 volgde een volgende vermelding als „de Ezeho“. De betekenis van de naam is tot op de dag van vandaag omstreden. Een mogelijkheid zou „weideland aan de rivierbocht“ (Middelnederduits „hô“ voor een vlakke verhoogde landtong in een gebied of een riviermeander, Middelnederduits „ete“ voor weideland) zijn. Bij huidige beek Itze gaat het om de naam van een beek, die pas in de 20e eeuw naar de stad is vernoemd en niet andersom.

## Geboren in Itzehoe
- Werner Fabricius (1633-1679), componist en organist

Aasbüttel ·
Aebtissinwisch ·
Agethorst ·
Altenmoor ·
Auufer ·
Bahrenfleth ·
Beidenfleth ·
Bekdorf ·
Bekmünde ·
Besdorf ·
Blomesche Wildnis ·
Bokelrehm ·
Bokhorst ·
Borsfleth ·
Breitenberg ·
Breitenburg ·
Brokdorf ·
Brokstedt ·
Büttel ·
Christinenthal ·
Dägeling ·
Dammfleth ·
Drage ·
Ecklak ·
Elskop ·
Engelbrechtsche Wildnis ·
Fitzbek ·
Glückstadt ·
Grevenkop ·
Gribbohm ·
Hadenfeld ·
Heiligenstedten ·
Heiligenstedtenerkamp ·
Hennstedt ·
Herzhorn ·
Hingstheide ·
Hodorf ·
Hohenaspe ·
Hohenfelde ·
Hohenlockstedt ·
Holstenniendorf ·
Horst (Holstein) ·
Huje ·
Itzehoe ·
Kaaks ·
Kaisborstel ·
Kellinghusen ·
Kiebitzreihe ·
Kleve ·
Kollmar ·
Kollmoor ·
Krempdorf ·
Krempe ·
Kremperheide ·
Krempermoor ·
Kronsmoor ·
Krummendiek ·
Kudensee ·
Lägerdorf ·
Landrecht ·
Landscheide ·
Lockstedt ·
Lohbarbek ·
Looft ·
Mehlbek ·
Moordiek ·
Moorhusen ·
Mühlenbarbek ·
Münsterdorf ·
Neuenbrook ·
Neuendorf b. Elmshorn ·
Neuendorf-Sachsenbande ·
Nienbüttel ·
Nortorf ·
Nutteln ·
Oelixdorf ·
Oeschebüttel ·
Oldenborstel ·
Oldendorf ·
Ottenbüttel ·
Peissen ·
Pöschendorf ·
Poyenberg ·
Puls ·
Quarnstedt ·
Rade ·
Reher ·
Rethwisch ·
Rosdorf ·
Sankt Margarethen ·
Sarlhusen ·
Schenefeld ·
Schlotfeld ·
Silzen ·
Sommerland ·
Stördorf ·
Störkathen ·
Süderau ·
Vaale ·
Vaalermoor ·
Wacken ·
Warringholz ·
Westermoor ·
Wewelsfleth ·
Wiedenborstel ·
Willenscharen ·
Wilster ·
Winseldorf ·
Wittenbergen ·
Wrist ·
Wulfsmoor